# Cirsosia manaosensis
Cirsosia manaosensis är en svampart som först beskrevs av Henn., och fick sitt nu gällande namn av G. Arnaud 1918. Cirsosia manaosensis ingår i släktet Cirsosia och familjen Asterinaceae.   Inga underarter finns listade i Catalogue of Life.